# Hendrik II van Gorizia
Hendrik II van Gorizia (overleden op 10 of 11 oktober 1149) was van 1142 tot aan zijn dood graaf van Gorizia. Hij behoorde tot het huis Gorizia.

## Levensloop
Hendrik II was de oudste zoon van graaf Meinhard I van Gorizia en diens echtgenote Elisabeth van Schwarzenburg, dochter van graaf Botto van Schwarzenburg. In 1142 volgde hij zijn vader op als graaf van Gorizia. Ten laatste in 1147 werd hij benoemd tot voogd van het patriarchaat Aquileja.
Hendrik II was wellicht ongehuwd en kinderloos gebleven, omdat er geen enkele aanwijzingen zijn dat hij een echtgenote of kinderen had. In 1149 stierf hij, waarna hij als graaf van Gorizia werd opgevolgd door zijn jongere broer Engelbert II. 